# 8 Mulheres
8 femmes (prt/bra: 8 Mulheres) é um filme francês de 2002 do diretor François Ozon. No musical, que mistura suspense e comédia, oito grandes estrelas do cinema francês —entre elas Catherine Deneuve, Isabelle Huppert, Emmanuelle Béart e Fanny Ardant— vivem situações cômicas e inesperadas que beiram o pastelão. O roteiro é baseado numa peça teatral de Robert Thomas, adaptado por François Ozon e Marina de Van. A direção de fotografia é de Jeanne Lapoirie. A direção musical é de Krishna Levy.

## Sinopse
Marcel, o único homem da casa, é assassinado, no período do Natal. As oito mulheres que vivem ao seu redor não podem deixar a casa, por causa de uma nevasca, e passam a discutir e acusar umas às outras de assassinas. A investigação segue e traz inúmeras e surpreendetes revelações.

## Elenco
- Catherine Deneuve (Gaby)
- Isabelle Huppert (Augustine)
- Emmanuelle Béart (Louise)
- Fanny Ardant (Pierrette)
- Virgine Ledoyen (Suzon)
- Danielle Darrieux (Mamy)
- Firmine Richard (Madame Chanel)
- Ludivine Sagnier (Catherine)
- Dominique Lamure (Marcel)

## Prêmios
- 12 indicações ao Cesar: Melhor Filme, Melhor Diretor, Melhor Atriz (Fanny Ardant e Isabelle Huppert), Melhor Atriz Coadjuvante (Danielle Darrieux), Melhor Revelação Feminina (Ludivine Sagnier), Melhor Fotografia, Melhor Desenho de Produção, Melhor Trilha Sonora, Melhor Figurino, Melhor Som e Melhor Roteiro.
- Ganhou o Urso de Prata de Contribuição Artística, no Festival de Berlim.
- Foi o representante francês ao Óscar de melhor filme estrangeiro.